# Morsø Nørre Herred

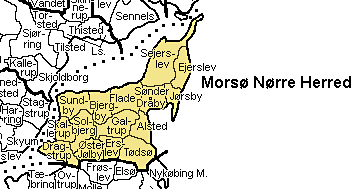
Morsø Nørre Herred

Morsø Nørre Herred was een herred op het eiland Mors in Denemarken. De herred besloeg het noordelijke deel van Mors en maakte deel uit van het voormalige Thisted Amt. Bij de gemeentelijke herindeling van 1970 werd het gebied deel van de nieuwe provincie Viborg. Tegenwoordig is het deel van de regio Noord-Jutland.

## Parochies
Morsø Nørre omvatte 15 parochies. Alle parochies maken deel uit van het bisdom Aalborg.
- Alsted
- Bjergby
- Dragstrup
- Ejerslev
- Erslev
- Flade
- Galtrup
- Jørsby
- Sejerlev
- Skallerup
- Solbjerg
- Sundby
- Sønder Dråby
- Tødsø
- Øster Jølby